# Tom Rogić
Tomas Petar Rogić, född 16 december 1992 i Griffith, är en australisk före detta fotbollsspelare. Han representerade under sin karriär Australiens fotbollslandslag.

## Karriär
Den 12 september 2022 värvades Rogić av EFL Championship-klubben West Bromwich Albion, där han skrev på ett ettårskontrakt med option på ytterligare ett år. I oktober 2023 meddelade Rogić att han avslutade sin fotbollskarriär.